# Saint-Anthème
Saint-Anthème is een gemeente in het Franse departement Puy-de-Dôme (regio Auvergne-Rhône-Alpes) en telt 781 inwoners (2004). De plaats maakt deel uit van het arrondissement Ambert.

## Geografie
De oppervlakte van Saint-Anthème bedraagt 67,7 km², de bevolkingsdichtheid is 11,5 inwoners per km².
De onderstaande kaart toont de ligging van Saint-Anthème met de belangrijkste infrastructuur en aangrenzende gemeenten.

## Demografie
Onderstaande figuur toont het verloop van het inwonertal (bron: INSEE-tellingen).